# Lo Kauppi
Lo Lena Kauppi, tidigare Lena Marianne Kauppi, född 19 april 1970 i Skärholmen, är en svensk skådespelare, dramatiker, regissör och programledare.
Hon är gift med skådespelaren Figge Norling och de har ett gemensamt barn.

## Liv och arbete
Efter en rörig ungdomstid med bland annat frisörstudier i London och drogproblem sökte sig Kauppi till teatervärlden och studerade vid Teaterhögskolan i Stockholm 1999–2003. Sedan 1997 har hon medverkat i ett flertal teater-, TV- och filmproduktioner. Hon har spelat på bland andra Dramaten, Stockholms stadsteater, i Jösses flickor – Återkomsten (2006), och Riksteatern samt gestaltat Ofelia i Hamlet (2007) i regi av Lars Norén. 2009 turnerade hon med ståuppshowen Undercover, tillsammans med dansaren Anna Vnuk.
2003–2005 turnerade hon med den självbiografiska soloföreställningen Bergsprängardottern som exploderade, som därefter även gavs ut i bokform. Våren 2010 regidebuterade hon med både denna, och den kriminalvårdskritiska uppföljaren Bergsprängardöttrar, på Riksteatern. Hon skrev manuset i en process som innebar samtal med interner och vårdare på Hinsebergs och Ystads anstalter.
Första halvåret 2005 var hon programledare för Flipper i Sveriges Radio P3 och skapade där Klittradio tillsammans med Maria Sveland. Kauppi är medförfattare till boken Hemlös och antologin Tala om klass.  Dessutom är hon gitarrist och sångare i det vilande skapunkbandet Vagina Grande.
Våren 2012 var hon huvudperson i SVT-programmet Dom kallar oss skådisar, där hon talade om sitt fleråriga ungdomsprojekt med en långfilm och samverkan med Fryshuset utifrån problematik med våldtäkt, sexualitet, skuld, självbild etc under namnet Kuken.

## Priser och utmärkelser
2004 utsågs hon till Årets folkbildare av tidningen Fönstret / Arbetarnas bildningsförbund. Hon erhöll 2010 års stipendium ur Helena Berings minnesfond och tilldelades samma år Jan Fridegård-priset samt Vildrospriset. 2016 tilldelades hon Carl Åkermarks stipendium.

## Teater

### Roller (ej komplett)
| År   | Roll      | Produktion                                                                     | Regi          | Teater                         |
| ---- | --------- | ------------------------------------------------------------------------------ | ------------- | ------------------------------ |
| 2001 |           | En månad på landet Turgeniev                                                   | Jan Håkansson | Stockholms stadsteater         |
| 2003 |           | Bergsprängardottern som exploderade Lo Kauppi                                  |               | Turnerande enmansföreställning |
| 2004 | Elsa-Lill | Herr Arnes penningar Selma Lagerlöf                                            |               | Dramaten                       |
| 2006 | Hanna     | Jösses flickor – Återkomsten Margareta Garpe, Suzanne Osten och Malin Axelsson | Maria Löfgren | Stockholms stadsteater         |
| 2007 | Ofelia    | Hamlet William Shakespeare                                                     | Lars Norén    | Riks Drama                     |
| 2017 |           | Befrielsefronten Maria Sveland                                                 | Sara Giese    | Örebro länsteater              |
| 2021 |           | Mammorna Alexandra Pascalidou, Sunil Munshi och Lisa Lindén                    | Sunil Munshi  | Riksteatern                    |

### Regi (ej komplett)
| År   | Produktion           | Upphovsmän     | Teater                                  |
| ---- | -------------------- | -------------- | --------------------------------------- |
| 2019 | Män kan inte våldtas | Märta Tikkanen | Kulturhuset Stadsteatern/ Södra Teatern |

## Filmografi
- 1998 – Längtans blåa blomma (TV-serie)
- 2002 – Cleo (TV-serie)
- 2003 – Spung (TV-serie)
- 2005 – Parasiten (kortfilm)
- 2006 – 3 minuter evighet ((kortfilm)
- 2006 – Fallet G
- 2007 – Den nya människan
- 2007 – Isprinsessan[9]
- 2007 – Det känns som fredag (TV-serie) (inslag)
- 2008 – Janna & Liv (kortfilm)[10]
- 2009 – Olof 1440 min (kortfilm)
- 2010 – Når du leser dette (kortfilm)
- 2011 – Paraplyresan (TV-serie) (animerad)
- 2011 – Jägarna 2
- 2011 – Gläntan (kortfilm)
- 2012 – Vågor av längtan (kortfilm)
- 2013 – Wallander – Den orolige mannen (TV-serie)
- 2014 – Äkta människor (TV-serie)
- 2015 – Tjuvheder
- 2016 – 6A (kortfilm)
- 2016 – Beck – Steinar
- 2016 – Beck – Vägs ände
- 2017 – Mellanrum (kortfilm)
- 2017 – Bitchboy (kortfilm)
- 2017 – Farang (TV-serie)
- 2017 – In The Gap (kortfilm)
- 2017 – Mermale (kortfilm)
- 2018 – Modus (TV-serie)
- 2018 – Agenterna (TV-serie)
- 2018 – Rosa moln
- 2018 – Systrar 1968 (TV-serie)
- 2020 – Jakten på den glömda historien (TV-serie)
- 2020 – Rebecka Martinsson (TV-serie)
- 2020 – Streams (TV-serie)
- 2021 – Alvaret (kortfilm)
- 2023 – One More Time
- 2023 – En helt vanlig familj (TV-serie)

## Ljudboksuppläsningar (urval)
- 2012 – Ön av Lotta Lundberg
- 2016 – Störst av allt av Malin Persson Giolito[11]
- 2018 – Jag for ner till bror av Karin Smirnoff
- 2019 – Vi for upp med mor av Karin Smirnoff
- 2020 – Sen for jag hem av Karin Smirnoff
- 2022 - Flickan på perrongen av Gill Thompson